# Oxyhaloa nilotica
Oxyhaloa nilotica är en kackerlacksart som beskrevs av Adelung 1903. Oxyhaloa nilotica ingår i släktet Oxyhaloa och familjen jättekackerlackor.
Artens utbredningsområde är Etiopien. Inga underarter finns listade i Catalogue of Life.